# 扶綏中國上龍
扶綏中國上龍（學名："Sinopliosaurus" fusuiensis）是種獸腳亞目棘龍科恐龍，生存於白堊紀早期的中國。扶綏中國上龍的化石只有牙齒，發現於中國廣西扶綏縣的那派組（Napai Formation），原本被歸類於上龍亞目的中國上龍屬，在2008年被發現是類似暹羅龍的牙齒，而被改歸類於棘龍科。